# Camborne
Camborne (in lingua cornica Cambron) è una cittadina di 23 000 abitanti della Cornovaglia, in Inghilterra.

## Amministrazione

### Gemellaggi
- Sainte-Anne-d'Auray, Francia
- Pachuca, Messico